# Муниципальный округ № 65

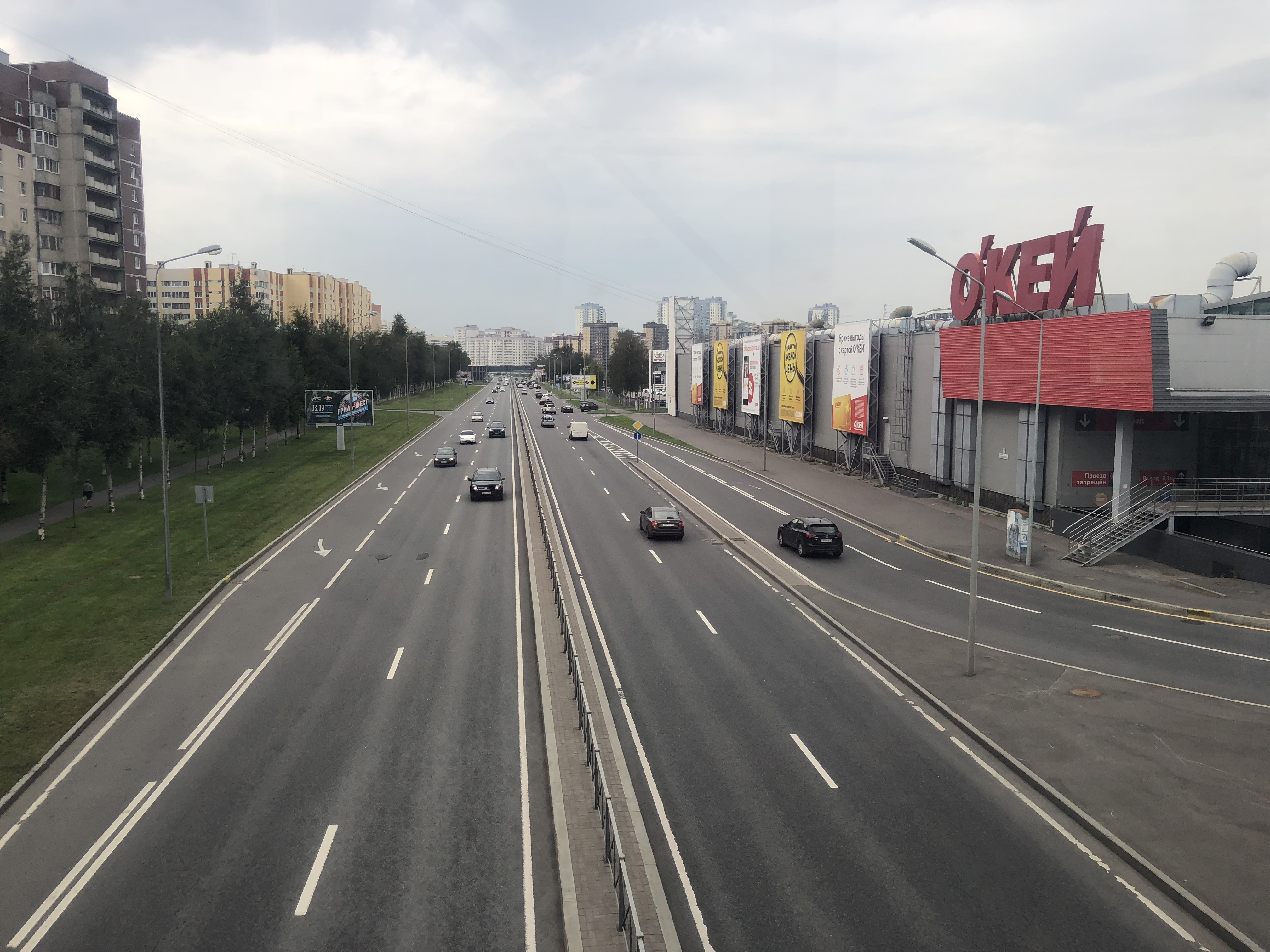
Приморское шоссе

Муниципальный округ № 65 — муниципальное образование в составе Приморского района Санкт-Петербурга.
Граница МО № 65 проходит от моста через Лахтинский разлив по восточному берегу Лахтинского разлива до устья реки Глухарки, далее по оси реки Глухарки до Камышовой улицы, далее на восток по оси Камышовой улицы до Гаккелевской улицы, далее по оси Гаккелевской улицы до Торфяной дороги, далее по оси Торфяной дороги до Липовой аллеи, далее по оси Липовой аллеи до реки Большой Невки, далее по оси реки Большой Невки до Невской губы, далее по берегу Невской губы до моста через Лахтинский разлив.

## Население
| 2002     | 2010     | 2012     | 2013     | 2014     | 2015     | 2016     |
| -------- | -------- | -------- | -------- | -------- | -------- | -------- |
| 83 952   | ↗127 473 | ↗130 271 | ↗131 652 | ↗135 068 | ↗137 937 | ↗139 953 |
| 2017     | 2018     | 2019     | 2020     | 2021     | 2023     |          |
| ↗142 037 | ↗145 182 | ↗146 628 | ↗148 280 | ↗188 544 | ↗190 318 |          |